# Karim Bellarabi
Karim Bellarabi (født 8. april 1990) er en tysk fodboldspiller, som spiller for den tyske fodboldklub Bayer Leverkusen.